# 卡比 (星之卡比)
卡比是任天堂與HAL研究所電子遊戲系列星之卡比的主人公。卡比作为最知名的电子游戏角色之一，其最令人熟知的是它可以吸入敌人并获得敌人的能力进行游戏。它在1992年作为Game Boy上的《星之卡比》主角正式登场；由樱井政博设计。此后它出现在了20多款系列游戏中，并且成为《任天堂明星大乱斗》系列每作都收录的可操控角色。它的命名来自为任天堂赢得环球城市影业诉任天堂案的美国律师约翰·卡比。卡比的現任配音員是由來自日本的大本真基子。

## 歷史

### 構思和創作

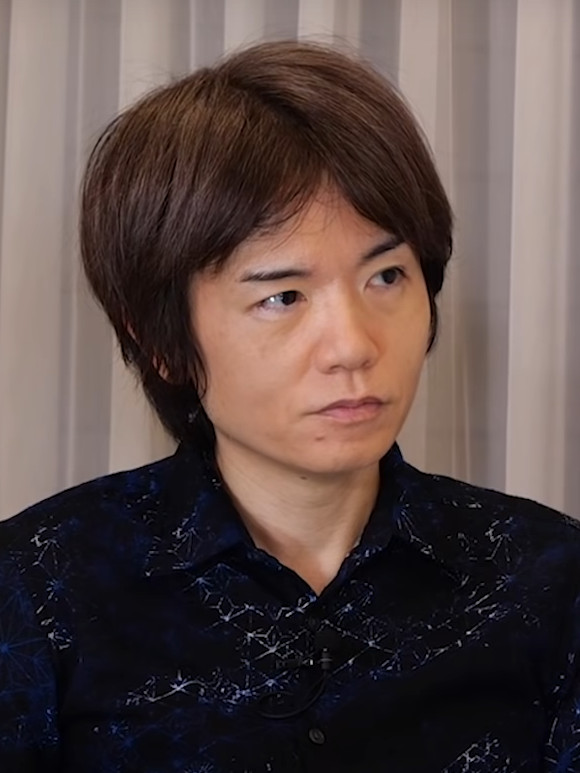
樱井政博，卡比的創造者

卡比是由樱井政博創造，作為1992年Game Boy掌機遊戲《星之卡比》的玩家角色首次登場。櫻井早在1990年5月構思了這個想法，當時他年僅19歲，加入HAL研究所工作未滿一年。新角色在開發早期中，原本只是櫻井和開發人員在設計好更複雜的圖像之前所使用的測試角色，但是設計師們越來越喜歡這個角色，以至於他們後來決定不設計新角色，而是直接把它當成主角。主角的原名是波波波（日语：ポポポ），因為當時該遊戲原案命名為《閃亮波波》（日语：ティンクル・ポポ）。

### 命名
《閃亮波波》於1991年中開發完成後，原本計劃於1992年1月由HAL研究所獨自於Game Boy平台發行，後來任天堂當時投入資金重建協助破產邊緣的HAL研究所，並由時任情報開發本部部長，瑪利歐的創造者宮本茂參與創作後更改遊戲名稱和改由任天堂發行，以便能吸引西方市場。「卡比」這個名字是從潛在名字列表中選出的，宮本表示，選擇「卡比」是為了感謝在环球城市影业诉任天堂案中為任天堂辯護的律師約翰·卡比，這個聽起來很刺耳的名字與角色可愛的外表形成了有趣的對比。最終主角波波波被更名為卡比，而遊戲名改為《星之卡比》。

### 配音
由2000年《星之卡比64》開始，卡比一直是由日本配音員大本真基子配音（首款為卡比配音是1999年發行的《任天堂明星大亂鬥》首作，隨後成為系列的主要配音員），之前同由日本配音員田中真弓和川田妙子負責配音的主要是用在電視廣告宣傳中。另外，櫻井亦參與1996年《星之卡比 超級豪華版》中麥克風卡比的配音。

## 特性

### 面貌
回顧卡比的設計，櫻井說他想創造“一個每個人都會喜歡的可愛風主角”。曾是系列早期程序員的岩田聰補充說，卡比被賦予了一個簡單的圓形設計，以便任何人都可以畫出他。由於Game Boy系統的灰度調色板關係，卡比在英文版《星之卡比》（Kirby's Dream Land）中顯示為白色。櫻井希望這個角色是粉紅色的，儘管宮本最初認為這個角色應該是黃色的。卡比最初在北美遊戲的宣傳和封面設計中顯示為白色，以反映角色在遊戲中的外觀，第二作在紅白機（北美稱為NES）發行的《星之卡比 夢之泉物語》（Kirby's Adventure）才以粉紅色顯示，宮本選擇的顏色在一些遊戲中被重新用於次要玩家。

### 技能

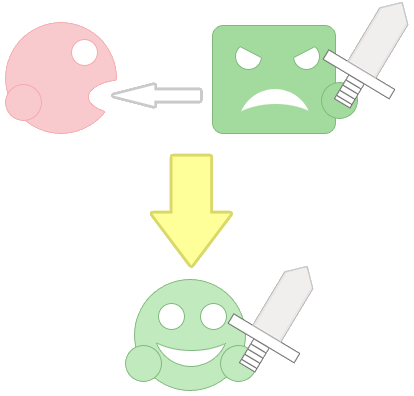
示意圖，當卡比吃下對方後就可以複製對方的能力，這是由系列第二作《星之卡比 夢之泉物語》開始新增技能。

在遊戲中，卡比是可以飛起來，因為櫻井認為玩家會錯過跳躍而失去生命是不公平的。櫻井還想過讓卡比用舌頭像耀西一樣抓住敵人，但後來決定改為讓卡比吸氣並吐出來。對於下一款遊戲《夢之泉物語》如何首次導入複製對方的能力開發，岩田解釋團隊一開始有40多種能力，然後在最終遊戲中將它們減少到數量。這些最初包括縮小、創建方塊、騎火箭的能力，以及抓撓和咬敵人的動物能力。

## 評價
卡比獲得媒體的正面評價。卡比在《任天堂力量》的最受歡迎主人公榜單中排名第19位，雜誌稱其未獲應有的敬重。卡比在GameDaily的任天堂明星大亂鬥系列十大角色中排名第二，並登上該網站《可愛之粉色電子遊戲角色》一文。卡比還進入GamesRadar的最可愛圓團形角色榜單，網站稱其為任天堂遊戲中最可愛的事物之一，但也稱它打敗敵人的方式可謂「嚇人」。在IGN的十大任天堂明星大亂鬥系列常駐角色榜單中，卡比排名第六位，雜誌稱之「史上最粉色的風雲角色」。网络漫画《电游猫》曾以塞尔达传说、潛龍諜影、高达等作品为主题，画出了100个不同形象的卡比。在2011年Cheat Code Central的忍者游戏角色榜单中，忍者卡比排名第九。